# Mathias Dahlgren

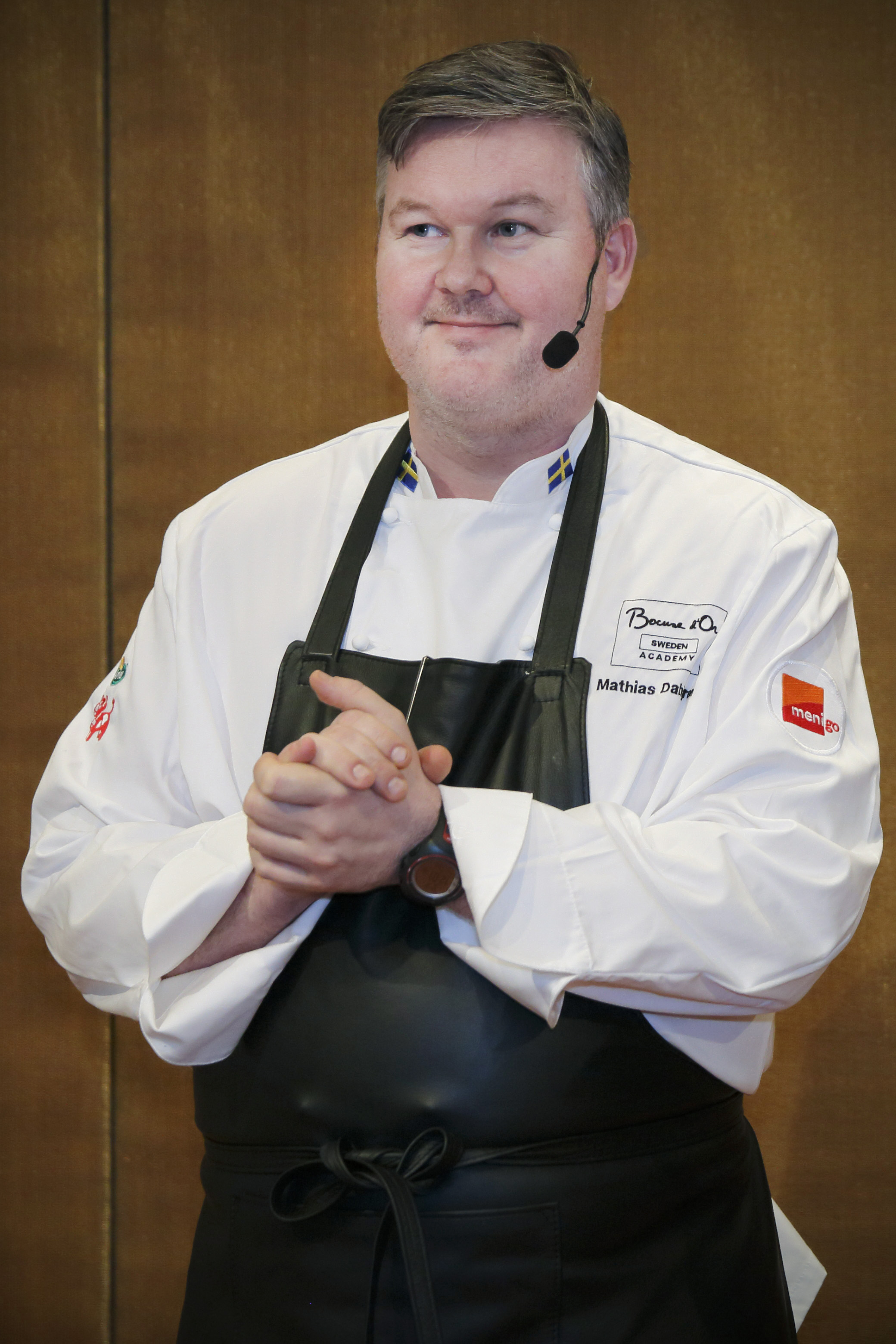
Mathias Dahlgren, 2014

Mathias Dahlgren (* 10. März 1969 in Umeå) ist ein schwedischer Koch und Gewinner des Bocuse d’Or.

## Leben
Dahlgren ist bereits viermal zum schwedischen Koch des Jahres gewählt worden, während er in Stockholm das Restaurant Bon Lloc führte, welches von 1996 bis 2005 einen Stern im Guide Michelin hatte.
2007 eröffnete er im Grand Hôtel Stockholm das Restaurant Mathias Dahlgren, das 2008 ebenfalls mit einem Michelin-Stern ausgezeichnet wurde. 2009 bekam dieses Restaurant erst als zweites in Schweden überhaupt zwei Sterne im Guide Michelin. Sein Restaurant Matbaren im selben Gebäude erhielt einen Stern.

## Auszeichnungen
- 1996–2005: ein Stern im Guide Michelin mit dem Bon Lloc
- 1997: erster Platz beim Bocuse d’Or
- seit 2009: zwei Sterne im Guide Michelin mit dem Mathias Dahlgren